# Huis Rosendal

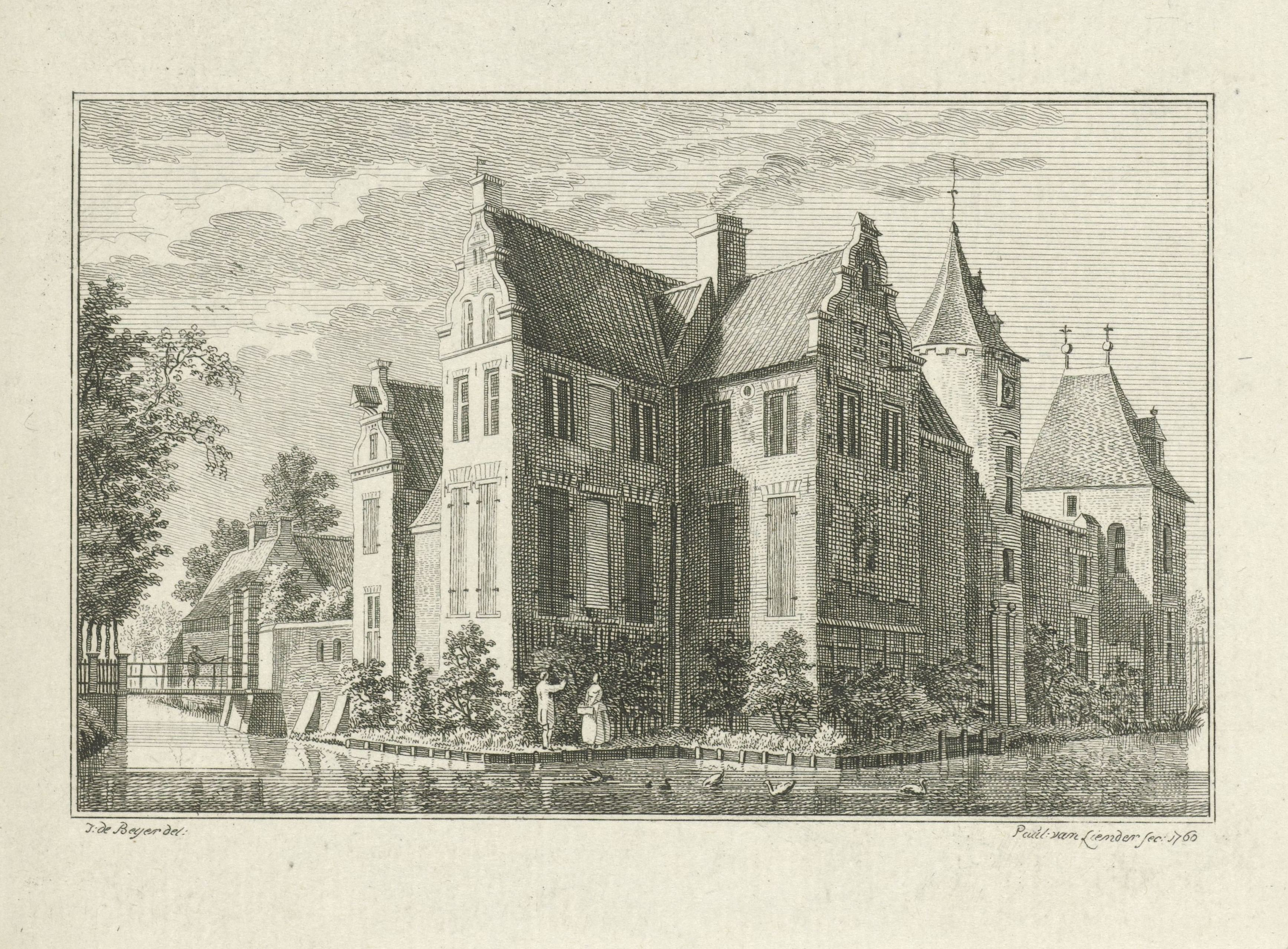
Prent naar een tekening van Jan de Beijer uit 1746

Huis Rosendal (ook: Rosendahl, Rosendael en Rosenthal) is een voormalige waterburcht met een moderne boerderij in Hasselt in Bedburg-Hau in Kreis Kleve (Noordrijn-Westfalen). Het bouwkundig monument is in gebruik als woonhuis. Het kasteel ligt verscholen door hoge bomen en is niet opengesteld voor publiek.

## Huis Rosendal
Het 18e-eeuwse landhuis heeft twee verdiepingen en een spits zadeldak op een T-vormige plattegrond. Het huis heeft een symmetrische zeven-assige voorgevel naar het noordoosten. De ingang heeft een trappartij naar een dubbele voordeur met versierd bovenlicht. De zijgevels met de schoorstenen zijn relatief smal met slechts twee ramen per verdieping en gedecoreerd met 18-eeuwse siergevels. Het huis is rood gepleisterd en heeft aan de achterzijde een elegante ronde hoektoren. Vensters direct boven het maaiveld laten zien dat het pand onderkelderd is. Het huis heeft aan de voorzijde geen dakkapellen. Het voorterrein vormt een binnenhof met bakstenen schuren en een tuinpoort naar de achterliggende kasteeltuin. Aan de brug over de slotgracht staat een smeedijzeren toegangspoort met gemetselde pijlers. 

### Geschiedenis
De havezate wisselde door de eeuwen heen enkele keren van bezitter en werd na verval en vernielingen eind 18e eeuw gerenoveerd als landhuis met een kleinere toren aan de achterzijde.
- 1433 de eerste donjon wordt gebouwd door Hendrik Hotman als onderdeel van een verdedigingslinie van graaf Adolf IV van Kleef-Mark
- 1532 renovatie
- 16e eeuw in eigendom van Luef von Osterwyck met privileges verleend door Johan III van Kleef[3]
- 1706 Konrad Wilhem von der Mosel koopt het kasteel
- 1746 Jan de Beijer tekent het kasteel, uitgegeven als gravure in 1760
- 1794 grote verwoestingen aan het reeds in verval geraakte bouwwerk door Franse troepen
- 1797 wederopbouw als landhuis zonder de middeleeuwse toren
- 20-21e eeuw bouwkundig monument in beschermd cultuurlandschap[4]

## Gut Rosendal
Het agrarisch bedrijf Gut Rosendal bestaat uit een klassieke Nederrijnse boerenwoning met wolfsdak met daaromheen een aantal grote moderne stallen en enkele oudere vloedschuren. Het erf met bijgebouwen grenst direct aan de kasteeltuin. De kasteelboerderij ligt op de zichtas vanaf de voorzijde van het landhuis en ligt met drie opritten op korte afstand van de doorgaande straat. Gemetselde stalgebouwen verbinden de beide onderdelen van het ensemble. Het bedrijf doet aan melkveehouderij en pluimvee en heeft een moderne installatie voor de winning van biogas. De boerderij doet aan directe verkoop door middel van een kleine verkoopruimte bij de inrit.

### Ligging en omgeving
Huis Rosendal staat op een kasteeleiland omgeven door een slotgracht die in verbinding staat met de Rosendaler Graben. De Rosendaler Graben stroomt onderaan de eindmorene via de Wetering door de laagvlakte van de Rijn in de richting van de Kermisdahl in Kleef. 
De waterburcht ligt te midden van van hoge bomen met een korte oprijlaan aan de weg Johann-van-Aken-Ring. Achter het huis loopt het wandelpad Voltaire-Weg met een uitzichtpunt en een informatiebord over de geschiedenis van het huis. Huis Rosendal ligt omgeven door beschermde bossen bij de Moyländer Bruch aan een brede holle weg die een pas vormt dwars op een smal deel van de Nederrijnse Heuvelrug. Kernen in de omgeving zijn Hasselt en Schneppenbaum. Het ligt op wandelafstand van Slot Moyland. Beide kastelen staan samen afgebeeld op een prent van Paulus van Liender naar een tekening van Jan de Beijer uit 1746. De Bundesstraße 57 van Kleef naar Kalkar en  Xanten ligt tussen beide kastelen. Deze brede rechte laan met autoweg en fietspad was een Romeinse weg en werd in de 19e eeuw gebruikt als een Napoleonsweg.

## Afbeeldingen

Afbeeldingen Huis Rosendal en Gut Rosendal
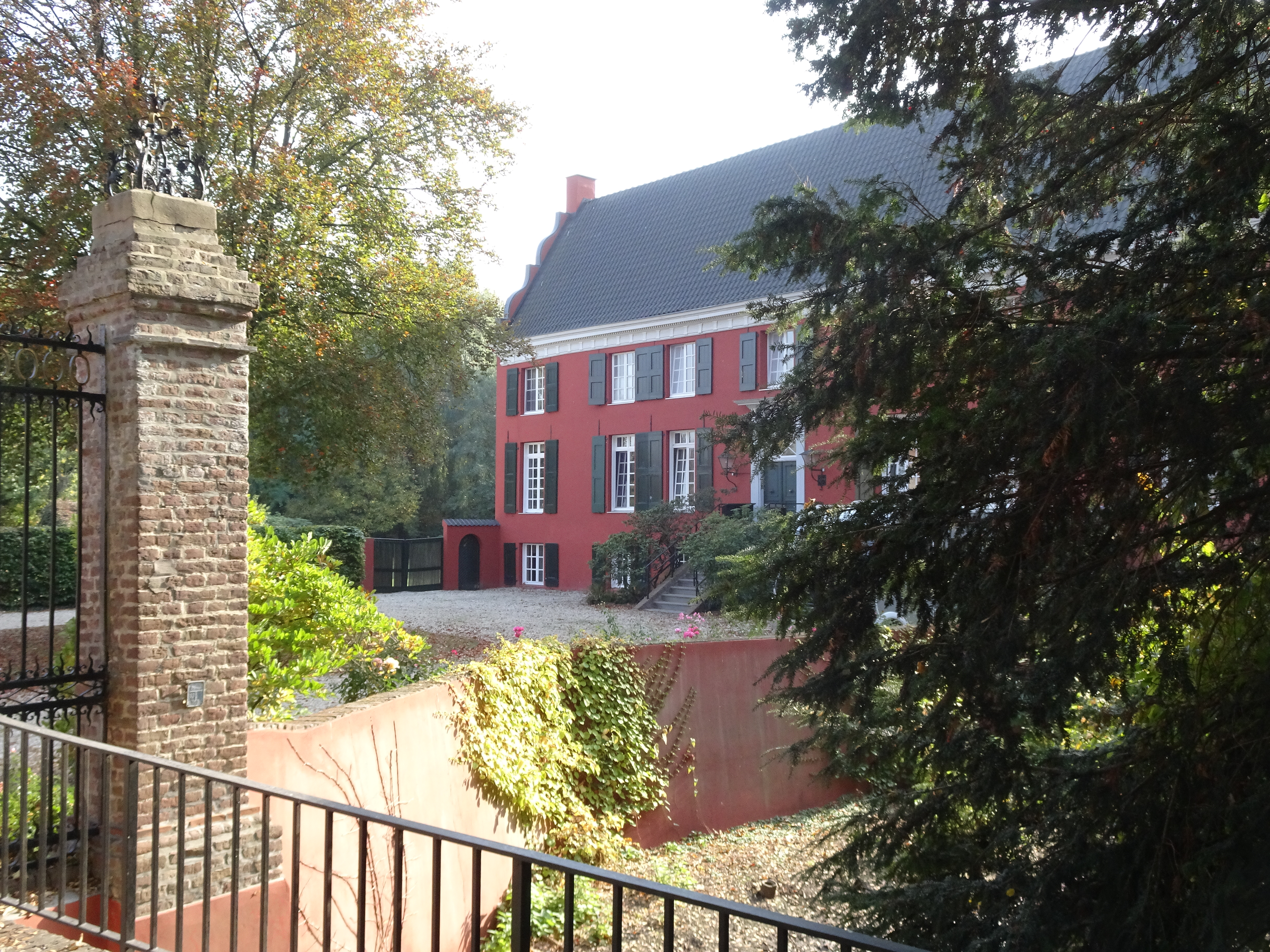
Huis Rosendal voorzijde
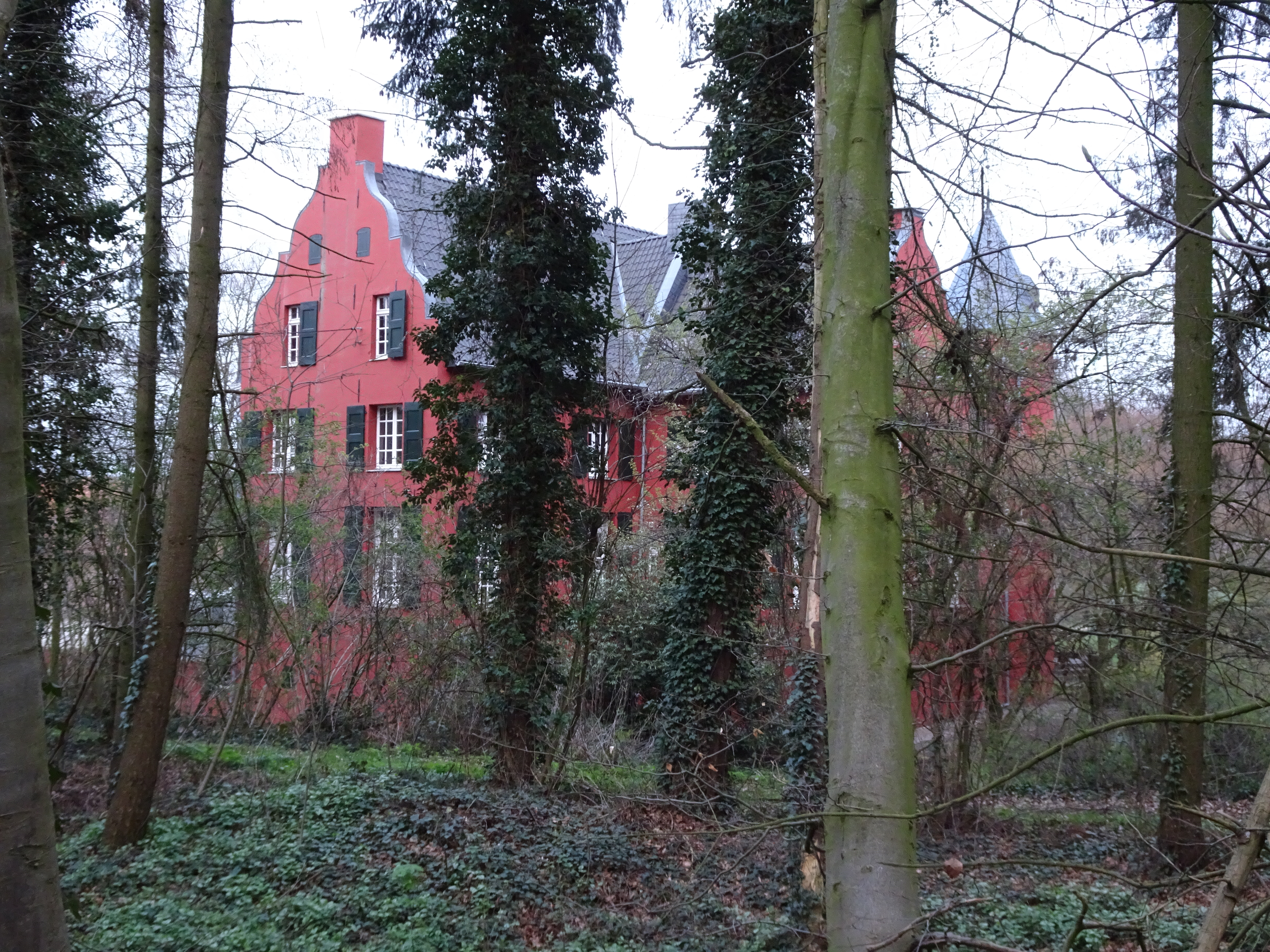
achterzijde met torentje
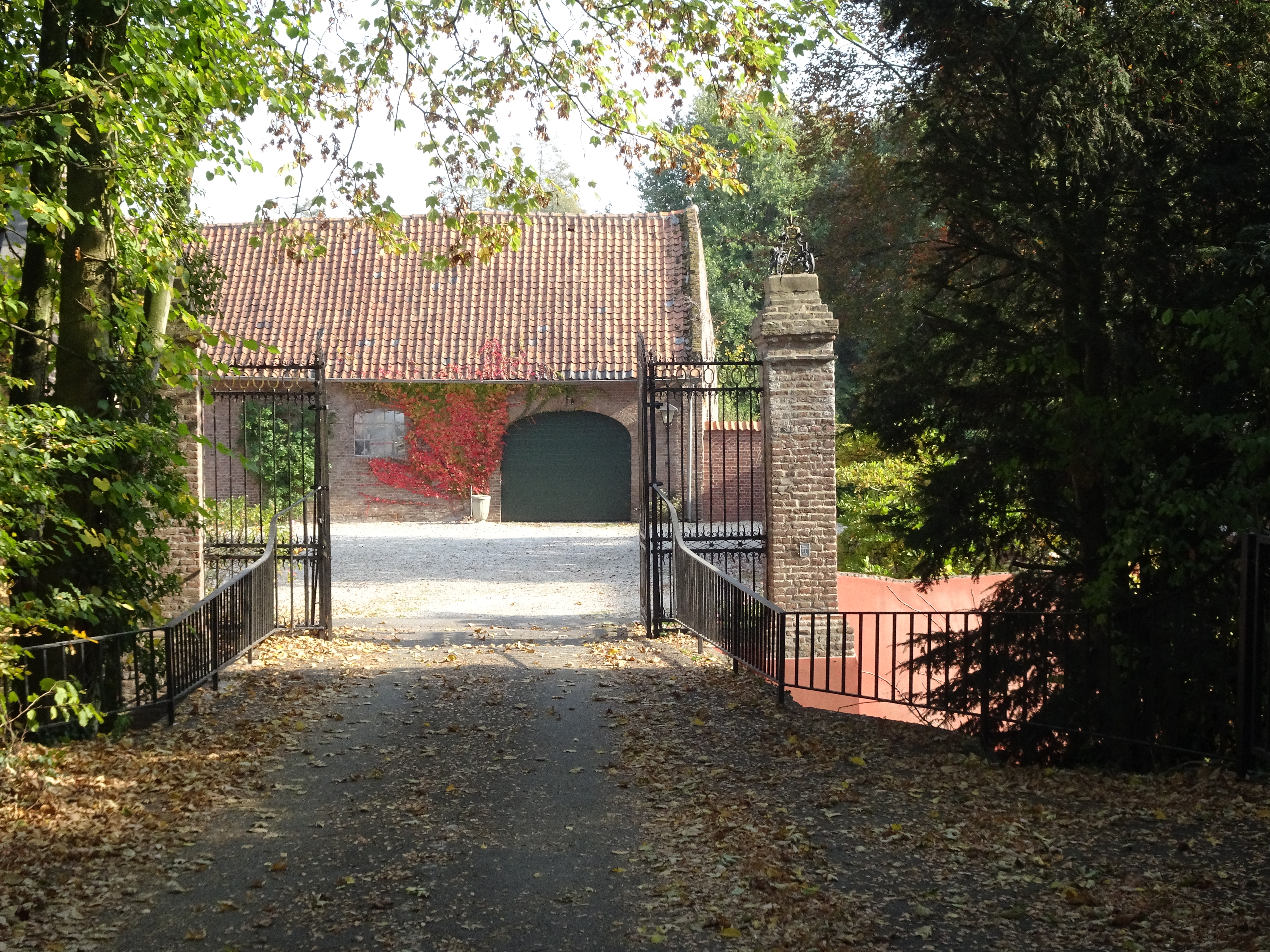
oprijlaantje met brug en poort
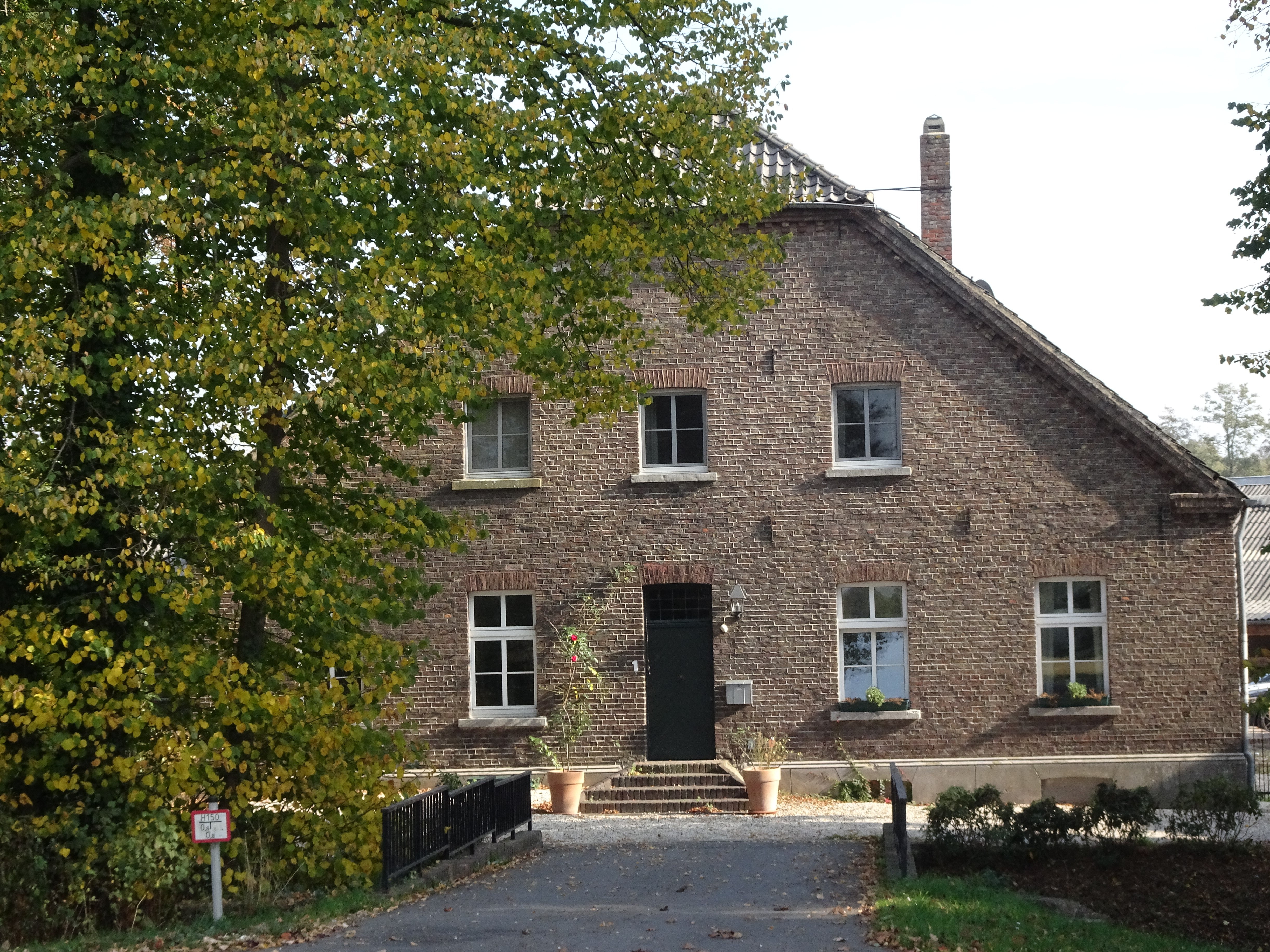
oprit kasteelboerderij
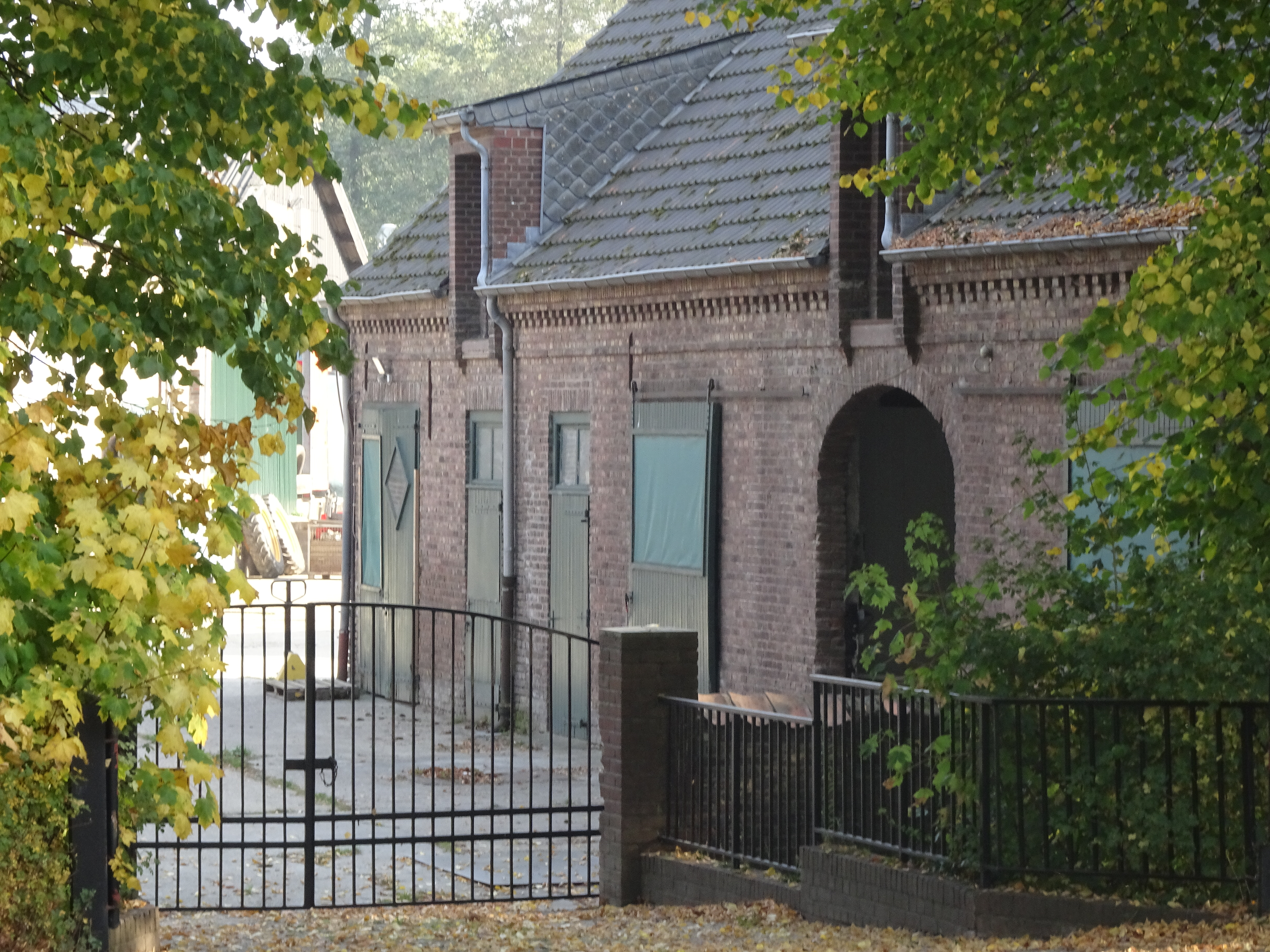
oude oprit erf met vloedstal met wagenpoort
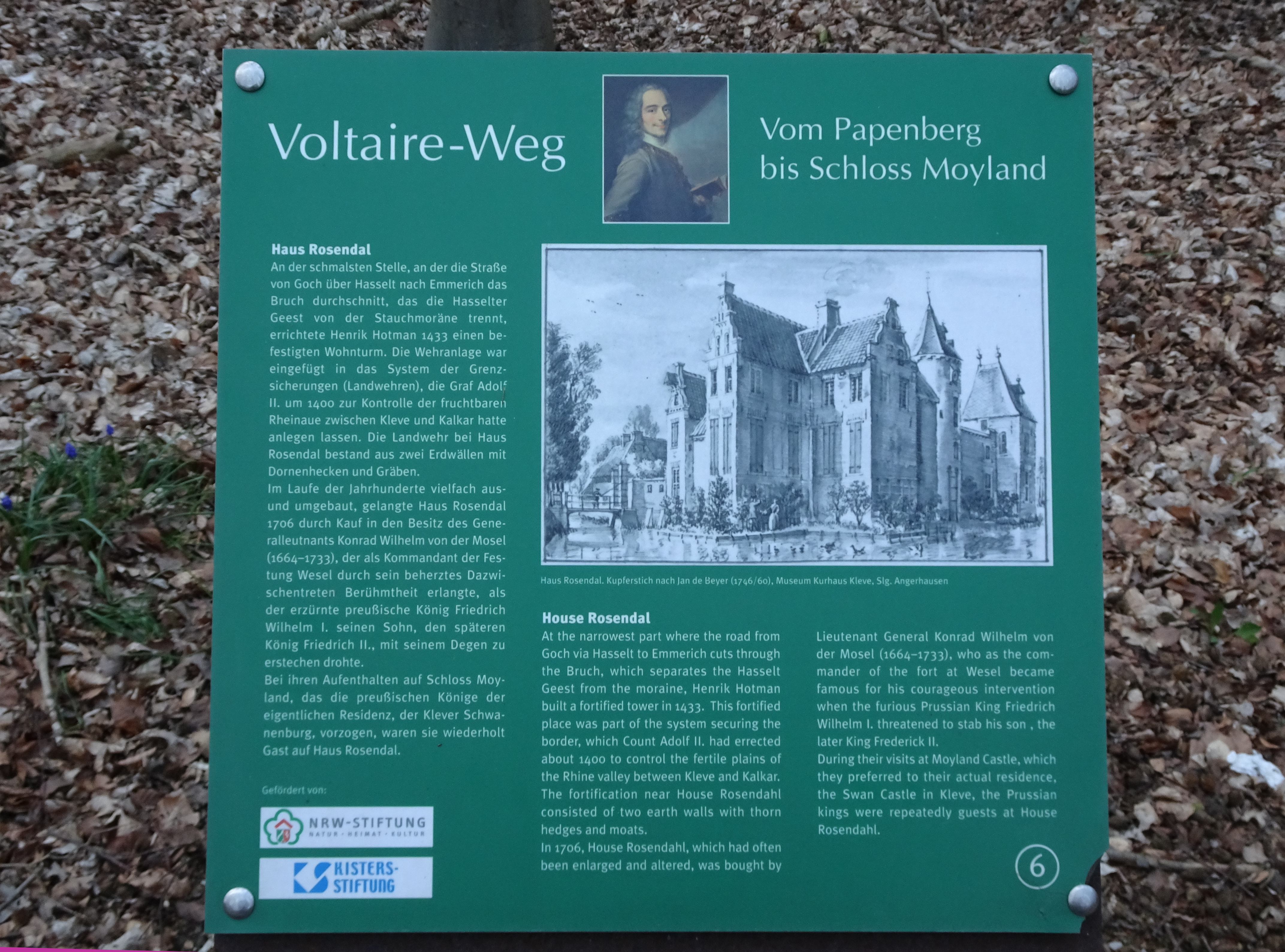
infobord aan wandelpad Voltaire-Weg